# Гаутама, Акшапада
Акшапада Гаутама (VI век до н. э.) — индийский философ и логик, автор Ньяя-сутры.
Мало известно о жизни Акшапады Гаутамы. Он был учеником брахмана Сомашармана, возможно риши из рода Ангирасов, автор гимнов «Ригведы» или один из его потомков. Прозвище «Акшапада» означает «идущий рассеянный человек, смотрящий в землю или смотрящий под ноги».
«Ньяя-сутра» Гаутамы состоит из пяти книг, является основным источником ньяйи — одна из шести главных теистических школ индийской философии. Поскольку он заложил основы её философии, ньяя называется также системой Акшапады. 